# 愛星団徒
『愛星団徒』（あせんだんと）は、松田一輝による日本の野球漫画。『週刊プレイボーイ』（集英社）に1984年から1986年にかけて連載された。サブタイトルとして「スーパー・プロ野球軍団物語」と付けられている。単行本はプレイボーイコミックス（集英社）から全6巻。
松田の単行本6巻あとがきに依れば、担当編集が「理屈抜きで楽しめる漫画」を要望したのが本作誕生のきっかけとのこと。これを受けた松田は「今までなかったような奇想天外な発想」「超人でSFXを取り入れたようなもの」という構想に至り、本作が誕生した。また、松田はあとがきにて本作を「SFXスーパー野球漫画」としている。また、掲載誌の傾向から、登場人物のセックスシーンなどの性的描写が多い。
2020年現在は電子書籍サイトにて全巻が無料公開されている。

## あらすじ

### アストロン星とネブラ
邪悪な気ネブラが宇宙の浸食を開始した｡劣勢のアストロン星は『アウロアの聖典』に記された神の言葉に一縷の望みを託す｡そこには邪悪な気が息を吹き返した時､大宇宙の生ある全てのものは地獄へと導かれる｡しかし神の９人の子が5万光年離れた大地に誕生し､一つの巨星となって邪悪な気に立ち向かうと記されていた｡そして宇宙の神が作った『宇宙憲章』には戦争のルールが定められていた｡侵略を受けた惑星は全面戦争を避ける手段として双方の代表9名の戦士をたてて決闘による決着を選択出来る｡侵略側はその要求を拒むことは出来ず､その方法で決着をつけなければならない｡その決闘をコスミックファイトと呼ぶ｡かくしてアストロン星は『アウロアの聖典』『宇宙憲章』に宇宙の命運を託した。アストロン星から５万年光年離れた地球に神の子９人の命を宿した隕石が落下し､アストロン星はネブラに浸食され宇宙の散りチリとなった｡そして彼ら9人がが神の力を手に入れるのは18歳になってからだった｡

### 鷹王旭 登場
隕石が地球に落下してから18年が経過した｡プロ野球球団･南武ジャガーズのスカウトマン･戸張功は一人の若者が河原で小石を投げていた姿に衝撃を受けていた｡若者の名前は鷹王旭｡彼が投じた小石のスピードは凄まじく川が二分してしまうほどだったのだ｡戸張はスカウトするが野球には興味を示さず立ち去る｡そんな中､覚醒剤中毒者が女子高生･可愛瞳を人質にとる事件に出くわす｡鷹王は戸張が持っていた野球ボールで覚醒剤中毒者目がけて剛速球を放った｡ナイフを持っていた右手は破壊され人質を救出することに成功した｡戸張は確信した｡野球界を根底から覆すスーパースターの誕生を｡

### 衝撃のデビュー
南武ジャガーズは9連敗を喫するなど不振に喘いでいた｡戸張はオーナーに5億円の価値がある大物新人を発掘したことを告げるが､オーナーは過去の経験から全く聞く耳を持たない｡そこへ南武ジャガーズのオーナー令嬢･埴生真理亜が現れ､戸張に最後のチャンスを与える｡迎えた東京ムスタング戦｡9回裏4-3と南武ジャガーズがリードするが一死満塁のピンチ｡そこで選手登録をしたばかりの無名の新人･鷹王がマウンドに上がる｡セットポジションに入ると目にも止まらね速さで牽制一塁ランナーを刺した｡そして軽く158キロの剛速球を投げてケロマティを三球三振に仕留めてゲームセットさせる｡戸張はオーナーと真理亜に鷹王の真の実力はこんなものではないと告げる｡後日､南武ジャガーズの練習場で鷹王はプロの捕手が捕れない剛速球を披露した｡監督､選手､オーナー､そして真理亜は桁外れの力に言葉を失う｡

### 真理亜と長縞の別れ
マスコミの話題は彗星の如く現れた鷹王で持ちきりとなった｡そんな中､ホテルの一室で真理亜はある若者と快楽を共にしていた｡相手は南武ジャガーズの将来有望なプロデビューを控えていたスラッガー･長縞であった｡長縞は真理亜の妖艶な魅力の虜になっていた｡情事の最中､長縞は初打席初ホームランを真理亜に捧げることを約束して絶頂を迎える｡バラ色の野球人生を謳歌する長縞だったが､情事が終わると真理亜から二人の関係の清算を切り出される｡更に1,000万円の小切手を渡され南武ジャガーズとの契約も破棄された｡真理亜の背後には鷹王の存在があり､自分の力は必要なくなったのかを訊ねるが彼女は一言謝り部屋を後にする｡長縞は小切手を破り､鷹王への復讐心に燃える｡

### 砲岩へのスカウト
鷹王が本気を出した球を補給出来るキャッチャーがいない｡そんな悩みを抱く戸張は新聞のある記事に注目する｡無名の新人力士が小結の弧錦を稽古で病院送りにした｡男の名は砲岩大発｡18歳｡夜の歓楽街に現れた砲岩に戸張が声をかける｡鷹王の球を1球受けてくれるなら､今夜は飽きるまで風俗のハシゴさせてやることを約束する｡砲岩は7人の風俗嬢と2ラウンドずつ合計14ラウンドを一晩でこなした｡戸張は砲岩のケタ外れの精豪ぶりに感嘆する｡そして路上にある鉄のポールを片手でいとも簡単に押し込んだ｡

### 真理亜の誘惑
真理亜はオフの日に鷹王を横浜･元町に連れ出した｡真理亜が行きつけのブティックでショッピングしている最中に路上で鷹王が若い女性と楽しそうに話している姿を見かける｡覚醒剤中毒者から救った可愛瞳であった｡鷹王は南武ジャガーズの名刺を渡し別れる｡真理亜は彼女の存在を訊ねるが鷹王はつれない返事だった｡食事を終えると真理亜は自宅マンションに誘う｡マンションの前には黒塗りの車が止まっていて中には裏社会に生きる風貌のボディーガードが複数人乗車していた｡ソファでコーヒーを飲んでいると奥の部屋から一糸まとわぬ姿で真理亜が現れた｡動揺する鷹王は帰ろうとするが､真理亜はそれを許さない｡鷹王をその場に立たせてジーンズのジッパーを下ろす｡真理亜が鷹王のシンボルを口に含み始めると鷹王は真理亜を抱き上げてベッドに連れていく｡鷹王は真理亜をベッドに放り投げると後ろを向いて部屋から去って行った｡真理亜に恥をかかせた鷹王を懲らしめるように下に待機しているボディーガードに指示をする｡暴行を受ける鷹王だったが結局凄まじい身体能力から繰り出さすパンチで4人のボディーガードを沈める｡そこへ真理亜に誘われた鷹王を心配して戸張が駆けつける｡今までに何人もの有望な新人が魔性の女･真理亜の毒牙にかかって潰れていった過去を鷹王に告げる｡一方の真理亜は自分の誘いを初めて蹴った男･鷹王をいつかひれ伏せさせることに執念を燃やす｡
やがて大リーグに謎の新球団「GAZZ」（ガス）が現れる。連戦連勝のGAZZだったが、GAZZの打者の放った打球は捕球した外野手の腕を破壊しフェンスに突き刺さるといった毎試合、負傷や退場者が続出した。一度も相手チームの出塁を許したこともなく、100点以上の得点を挙げ、GAZZはワールド・シリーズも制する。その上、GAZZの遠征先では身体が腐っていく謎の奇病「イイズ」が蔓延するのだった。
東京ムスタングとの決着が付こうとしているときに、ネブラがGAZZを引き連れて襲来。「コスミックファイト」という野球に似た形式での決戦を行う。

## 主な登場人物
9人の神の子
全員18歳。身体のどこかに星形のアザがある。
鷹王 旭
主人公。当初の球速は250km/程度であったが、後に500km/h、最終的には音速をも超え、2000km/hを超す球を投げるようになる。
砲岩 大発
元相撲取り。突っ込んできたダンプカーを素手で停めることができる。一晩に7人の女性を相手に14回の記録を持つ精豪｡真理亜に一目惚れするが･･･｡
ジョー隼人
元ボクサー。超俊足の持ち主。
飛高 翔
垂直跳び5メートルを行え、ジョー隼人をバックホームで刺せるほどの強肩の持ち主。
神楽 一鉄
身長2m50cmで重さ3kgの超特大バットを振るう怪力の持ち主。
甲斐 直人
元アイスホッケーのキーパー。キーパー時代は失点0だった。
北条 健太郎
元サッカー選手。日本選手権で、決めたゴールは33点。
霞 俊一、霞 俊二
双子。鉄壁の二遊間を築く。
可愛 瞳
殺人犯の人質だったところを鷹王に救われ恋仲になる。
埴生 真理亜
ジャガーズ・オーナーの娘。 有望な若手選手をペットのように従える趣味があり、鷹王を逆レイプすることに。
鷹王を手に入れるために悪魔ネブラに魂を売り、瞳を襲わせる。自らは神の子9人のチームを崩壊させるために砲岩とセックスを繰り返し精魂を吸い尽くす｡
長縞
東京ムスタングの選手。真理亜と肉体関係にあったが、真理亜に捨てられる。
その後、鷹王の球を打つために「居合打法」を修得する。
捕球したミットごとバックスクリーンまで運ぶ豪打であるが、実は悪魔ネブラとの契約で手に入れたものであった。